# Metoda neurčitých koeficientů
Metoda neurčitých koeficientů je v matematice přístup k hledání partikulárního řešení určitých nehomogenních obyčejných diferenciálních a diferenčních rovnic. Metoda je blízce příbuzná metodě anihilátorů, ale místo použití určitého druhu diferenciálního operátoru (anihilátoru) pro nalezení nejlepšího možného tvaru partikulárního řešení se provede „odhad“, vhodného tvaru řešení, který se pak upřesní a ověří derivováním výsledné rovnice. Pro složité rovnice je rychlejší použít metodu anihilátorů nebo variace parametrů.
Metoda neurčitých koeficientů není tak obecná jako metoda variace konstant, protože je použitelná pouze pro diferenciální rovnice, které mají určité tvary.

## Popis metody
Uvažujeme lineární nehomogenní obyčejnou diferenciální rovnici tvaru
{\displaystyle a_{n}y^{(n)}+a_{(n-1)}y^{(n-1)}+...+a_{1}y'+a_{0}y=g(x).}
Metoda spočívá v hledání obecného homogenního řešení {\displaystyle y_{c}} komplementární lineární homogenní diferenciální rovnice
{\displaystyle a_{n}y^{(n)}+a_{(n-1)}y^{(n-1)}+...+a_{1}y'+a_{0}y=0,}
a partikulárního integrálu {\displaystyle y_{p}} lineární nehomogenní obyčejné diferenciální rovnice s pravou stranou {\displaystyle g(x)}. Obecné řešení {\displaystyle y} lineární nehomogenní obyčejné diferenciální rovnice pak je
{\displaystyle y=y_{c}+y_{p}.}
Pokud {\displaystyle g(x)} vyjádříme jako součet dvou funkcí {\displaystyle h(x)+w(x)}, pak říkáme, že {\displaystyle y_{p_{1}}} je řešení vycházející z {\displaystyle h(x)} a {\displaystyle y_{p_{2}}} řešení vycházející z {\displaystyle w(x)}. Pak použitím principu superpozice můžeme říct, že partikulární integrál {\displaystyle y_{p}} je
{\displaystyle y_{p}=y_{p_{1}}+y_{p_{2}}.}

## Typické tvary partikulárního integrálu
Pro nalezení partikulárního integrálu potřebujeme „uhodnout“ jeho tvar, přičemž některé koeficienty ponecháme proměnné, a jejich hodnoty zjistíme vyřešením rovnice. Tvarem je první derivace komplementární funkce. Následuje tabulka některých typických funkcí a odhadů tvaru jejich řešení.
| Funkce x                                                                              | Tvar y |
| ------------------------------------------------------------------------------------- | --- |
| {\displaystyle ke^{ax}\!}                                                             | {\displaystyle Ce^{ax}\!} |
| {\displaystyle kx^{n}\mathrm {,} \;n=0,1,2,\cdots \!}                                 | {\displaystyle K_{n}x^{n}+K_{n-1}x^{n-1}+\cdots +K_{1}x+K_{0}\!}                                                                 |
| {\displaystyle k\cos(ax)\;\;\mathrm {nebo} \;\;k\sin(ax)\!}                           | {\displaystyle K\cos(ax)+M\sin(ax)\!}                                                                                            |
| {\displaystyle ke^{ax}\cos(bx)\;\;\mathrm {nebo} \;\;ke^{ax}\sin(bx)\!}               | {\displaystyle e^{ax}(K\cos(bx)+M\sin(bx))\!}                                                                                    |
| {\displaystyle ke^{ax}\cosh(bx)\;\;\mathrm {nebo} \;\;ke^{ax}\sinh(bx)\!}             | {\displaystyle e^{ax}(K\cosh(bx)+M\sinh(bx))\!}                                                                                  |
| {\displaystyle P_{n}(x)e^{ax}\cos(bx)\;\;\mathrm {nebo} \;\;P_{n}(x)e^{ax}\sin(bx)\!} | {\displaystyle e^{ax}\left(\left(\sum _{i=0}^{n}Q_{i}x^{i}\right)\cos(bx)+\left(\sum _{i=0}^{n}R_{i}x^{i}\right)\sin(bx)\right)} |

kde {\displaystyle P_{n}(x)=\sum _{i=1}^{n}k_{i}x^{i}\!}
Pokud se v homogenním řešení objeví nějaký člen z výše uvedeného partikulárního integrálu pro y, musíme jej vynásobit dostatečnou mocninou x, aby řešení nebyla závislá. Jestliže funkci proměnné x lze vyjádřit jako součet členů z výše uvedené tabulky, jako odhad partikulárního integrálu použijeme součet odpovídajících termů proměnné y.

## Příklady
Příklad 1
Hledáme partikulární integrál rovnice
{\displaystyle y''+y=t\cos {t}.\!}
Pravá strana t cos t má tvar
{\displaystyle P_{n}e^{\alpha t}\cos {\beta t}\!}
pro n=1, k1=1, α=0 a β=1.
Protože α + iβ = i je jednoduchý kořen charakteristické rovnice
{\displaystyle \lambda ^{2}+1=0\!}
budeme zkoušet partikulární integrál tvaru
{\displaystyle {\begin{aligned}y_{p}&=t[F_{1}(t)e^{\alpha t}\cos {\beta t}+G_{1}(t)e^{\alpha t}\sin {\beta t}]\\&=t[F_{1}(t)\cos {t}+G_{1}(t)\sin {t}]\\&=t[(A_{0}t+A_{1})\cos {t}+(B_{0}t+B_{1})\sin {t}]\\&=(A_{0}t^{2}+A_{1}t)\cos {t}+(B_{0}t^{2}+B_{1}t)\sin {t}.\\\end{aligned}}}
Substitucí yp do diferenciální rovnice, dostaneme identitu
{\displaystyle {\begin{aligned}t\cos {t}&=y_{p}''+y_{p}\\&=[(A_{0}t^{2}+A_{1}t)\cos {t}+(B_{0}t^{2}+B_{1}t)\sin {t}]''\\&\quad +[(A_{0}t^{2}+A_{1}t)\cos {t}+(B_{0}t^{2}+B_{1}t)\sin {t}]\\&=[2A_{0}\cos {t}+2(2A_{0}t+A_{1})(-\sin {t})+(A_{0}t^{2}+A_{1}t)(-\cos {t})]\\&\quad +[2B_{0}\sin {t}+2(2B_{0}t+B_{1})\cos {t}+(B_{0}t^{2}+B_{1}t)(-\sin {t})]\\&\quad +[(A_{0}t^{2}+A_{1}t)\cos {t}+(B_{0}t^{2}+B_{1}t)\sin {t}]\\&=[4B_{0}t+(2A_{0}+2B_{1})]\cos {t}+[-4A_{0}t+(-2A_{1}+2B_{0})]\sin {t}.\\\end{aligned}}}
Porovnáním obou stran dostaneme soustavu
{\displaystyle {\begin{array}{rrrrl}&&4B_{0}&&=1\\2A_{0}&&&+2B_{1}&=0\\-4A_{0}&&&&=0\\&-2A_{1}&+2B_{0}&&=0\\\end{array}}}
která má řešení {\displaystyle A_{0}} = 0, {\displaystyle A_{1}} = 1/4, {\displaystyle B_{0}} = 1/4, {\displaystyle B_{1}} = 0. Výsledný partikulární integrál je tedy
{\displaystyle y_{p}={\frac {1}{4}}t\cos {t}+{\frac {1}{4}}t^{2}\sin {t}.}
Příklad 2
Hledáme řešení lineární nehomogenní diferenciální rovnice
{\displaystyle {\frac {\mathrm {d} y}{\mathrm {d} x}}=y+e^{x}.}
Nehomogenní část má tvar uvedený v prvním případě v předchozí kapitole pro a=1. Protože tato nehomogenní část ({\displaystyle e^{x}}) je lineárně závislá s obecným řešení homogenní části ({\displaystyle c_{1}e^{x}}), musíme uvedený odhad znásobit dostatečně velkou mocninou x, aby byl lineárně nezávislý.
Výsledný odhad je:
{\displaystyle y_{p}=Axe^{x}.}
substitucí této funkce a její derivace do diferenciální rovnice můžeme zjistit řešení A:
{\displaystyle {\frac {\mathrm {d} }{\mathrm {d} x}}\left(Axe^{x}\right)=Axe^{x}+e^{x}}
{\displaystyle Axe^{x}+Ae^{x}=Axe^{x}+e^{x}}
{\displaystyle A=1.}
Takže obecné řešení původní diferenciální rovnice je:
{\displaystyle y=c_{1}e^{x}+xe^{x}.}
Příklad 3
Hledáme obecné řešení rovnice:
{\displaystyle {\frac {\mathrm {d} y}{\mathrm {d} t}}=t^{2}-y}
{\displaystyle f(t)=t^{2}} je polynom 2. stupně, takže hledáme řešení jako obecný polynom druhého stupně:
{\displaystyle y_{p}=At^{2}+Bt+C}, tedy
{\displaystyle {\frac {\mathrm {d} y_{p}}{\mathrm {d} t}}=2At+B}
Dosazením tohoto partikulárního integrálu s konstantami A, B a C do původní rovnice dostaneme
{\displaystyle 2At+B=t^{2}-(At^{2}+Bt+C)},
odtud
{\displaystyle t^{2}-At^{2}=0}
{\displaystyle -Bt=2At}
{\displaystyle -C=B}
tj.
{\displaystyle A=1}
{\displaystyle B=-2}
{\displaystyle C=2}
Po dosazení vypočítaných konstant máme
{\displaystyle y_{p}=t^{2}-2t+2}
Obecné řešení je
{\displaystyle y=y_{p}+y_{c}}
kde {\displaystyle y_{c}} je homogenní řešení {\displaystyle y_{c}=c_{1}e^{-t}}.
Obecné řešení tedy je:
{\displaystyle y=t^{2}-2t+2+c_{1}e^{-t}}